# بنكسية كاني
بنكسية كاني (الاسم العلمي: Banksia canei) هي نوع نباتي يتبع جنس البنكسية من فصيلة البروطية.